# Orbec (tổng)
Tổng Orbec là một tổng thuộc tỉnh Calvados trong vùng Normandie.

## Địa lý
Tổng này được tổ chức xung quanh Orbec ở quận Lisieux. Độ cao khu vực này dao động từ 61 m (Saint-Martin-de-Mailloc) đến 231 m (Familly) với độ cao trung bình 154 m.

## Hành chính
| Giai đoạn  | Ủy viên         | Đảng | Tư cách |
| ---------- | --------------- | ---- | ------- |
| ? - 2001   | - Lambert       | PS   |         |
| 2001 - nay | Patrick Beaujan | DVD  |         |

## Các đơn vị trực thuộc
Tổng Orbec gồm 19 xã với dân số 8 826 người (điều tra dân số năm 1999, dân số không tính trùng)
| Xã                                        | Dân số | Mã bưu chính | Mã insee |
| ----------------------------------------- | ------ | ------------ | -------- |
| Cernay                                    | 109    | 14290        | 14147    |
| Cerqueux                                  | 94     | 14290        | 14148    |
| La Chapelle-Yvon                          | 499    | 14290        | 14154    |
| Courtonne-les-Deux-Églises                | 541    | 14290        | 14194    |
| La Croupte                                | 73     | 14140        | 14210    |
| Familly                                   | 98     | 14290        | 14259    |
| La Folletière-Abenon                      | 135    | 14290        | 14273    |
| Friardel                                  | 199    | 14290        | 14292    |
| Meulles                                   | 362    | 14290        | 14429    |
| Orbec                                     | 2 564  | 14290        | 14478    |
| Préaux-Saint-Sébastien                    | 44     | 14290        | 14518    |
| Saint-Cyr-du-Ronceray                     | 674    | 14290        | 14570    |
| Saint-Denis-de-Mailloc                    | 314    | 14100        | 14571    |
| Saint-Julien-de-Mailloc                   | 369    | 14290        | 14599    |
| Saint-Martin-de-Bienfaite-la-Cressonnière | 443    | 14290        | 14621    |
| Saint-Martin-de-Mailloc                   | 659    | 14100        | 14626    |
| Saint-Pierre-de-Mailloc                   | 384    | 14290        | 14647    |
| Tordouet                                  | 293    | 14290        | 14693    |
| La Vespière                               | 972    | 14290        | 14740    |

## Biến động dân số
| 1962                                                     | 1968  | 1975  | 1982  | 1990  | 1999  |
| -------------------------------------------------------- | ----- | ----- | ----- | ----- | ----- |
| 7 297                                                    | 8 124 | 8 262 | 8 536 | 8 840 | 8 826 |
| Nombre retenu à partir de 1962 : dân số không tính trùng |       |       |       |       |       |